# Герб Сараева
Герб (официально: печать) Сараева — официальный символ города Сараево.
Статья 2 официального акта городского совета описывает печать следующим образом:
«В верхней части изображены элементы, изображающие типичную крышу и в то же время горы. Средняя часть является символом самого города в лице городской стены и городских ворот. Нижняя часть представляет собой речную долину с мостом, где расположен город».